# 倾向 (杂志)
《倾向》文学人文杂志，1993年创刊，由当时旅居美国的沈彤_(1968年)、贝岭、石涛和居住中国大陆的孟浪、陈东东等海内外诗人、作家共同发起创办。到2000年夏季为止总共出版了13期。在相隔整整7年之后，2007年冬季该刊以网络形式出版了第14期。